# South Gate (California)
South Gate è una città della Contea di Los Angeles, in California (Stati Uniti).